# Nave dormitorio
Una nave dormitorio è un ipotetico tipo di nave spaziale con equipaggio in cui la maggior parte degli occupanti (o tutti gli occupanti) sono tenuti in uno stato di ibernazione o comunque di animazione sospesa. Il termine è usato quasi unicamente nella fantascienza, visto che non sono attualmente disponibili tecnologie che consentano l'ibernazione di esseri umani.
Il ruolo fondamentale delle navi dormitorio nei romanzi e nelle opere di fantasia è quello di fornire un valido supporto per il viaggio interstellare, qualora non siano disponibili tecnologie che permettano una velocità di crociera maggiore di quella della luce. Simili viaggi potrebbero richiedere migliaia di anni, rendendo necessarie forme di estensione della durata della vita quali l'animazione sospesa degli umani, in modo da permettere all'equipaggio originario di raggiungere ed esplorare la propria destinazione. L'animazione sospesa è inoltre necessaria su quelle astronavi che, per vari motivi, non possono fungere da nave generazionale.
L'impiego di navi dormitorio potrebbe risultare ad esempio utile nel caso di viaggi interplanetari, qualora non fosse disponibile una quantità di risorse sufficiente a garantire la vita normale di tutti i membri dell'equipaggio.

## Esempi
Il romanzo 2001: Odissea nello spazio di Arthur C. Clarke e il film omonimo di Kubrick) raccontano di un'astronave in viaggio verso un lontano pianeta del sistema solare (Saturno nel romanzo, Giove nel film), a bordo della quale la maggior parte dell'equipaggio viaggia in animazione sospesa.
Una nave dormitorio è presente anche nell'episodio Spazio profondo della serie televisiva Star Trek (episodio n.24 della serie classica): si tratta della navetta SS Botany Bay.
Il romanzo Il sogno del millennio (The Dream Millennium, 1974) di James White descrive le peripezie di una nave dormitorio fuggita da una Terra distopica intorno all'anno 2170.
Nel film Avatar il protagonista arriva sul pianeta Pandora dopo un viaggio di cinque anni nel quale viene ibernato.